# São Lucas como pintor, diante de Cristo na Cruz (Zurbarán)
São Lucas como Pintor, Diante de Cristo na Cruz, também conhecido como São Lucas Pintando a Crucificação ou Crucificado com São Lucas, é uma pintura de Francisco de Zurbarán exposta no Museu do Prado em Madri, Espanha. É pintado a óleo sobre tela e mede 105 cm de altura por 84 cm de largura. Provavelmente o modelo para o evangelista é o próprio pintor.